# Takayuki Seto
Takayuki Seto (瀬戸 貴幸 Seto Takayuki?, Nagoya, Aichi, 5 de febrero de 1986) es un futbolista japonés que juega como centrocampista en el F. C. Argeș Pitești de la Liga II.

## Trayectoria

### Clubes
| Club                         | País    | Año       |
| ---------------------------- | ------- | --------- |
| F. C. Astra Giurgiu          | Rumania | 2007-2015 |
| Osmanlıspor F. K.            | Turquía | 2015-2017 |
| F. C. Astra Giurgiu (cedido) | Rumania | 2016-2017 |
| F. C. Astra Giurgiu          | Rumania | 2017-2018 |
| Ventforet Kofu               | Japón   | 2018      |
| F. K. RFS                    | Letonia | 2019      |
| F. C. Astra Giurgiu          | Rumania | 2020-2021 |
| F. C. Petrolul Ploiești      | Rumania | 2021-2024 |
| F. C. Argeș Pitești          | Rumania | 2024-     |

## Palmarés

### Títulos nacionales
| Título               | Club                | País    | Año  |
| -------------------- | ------------------- | ------- | ---- |
| Copa de Rumania      | F. C. Astra Giurgiu | Rumania | 2014 |
| Supercopa de Rumania | F. C. Astra Giurgiu | Rumania | 2014 |
| Liga I               | F. C. Astra Giurgiu | Rumania | 2016 |
| Supercopa de Rumania | F. C. Astra Giurgiu | Rumania | 2016 |
| Copa de Letonia      | FK RFS              | Letonia | 2019 |